# Station La Miouze-Rochefort
Station La Miouze-Rochefort is een spoorwegstation in de Franse gemeente Gelles.